# کللی
کللی (به عربی: کللی) یک روستا در سوریه است که در معرة مصرین واقع شده‌است. کللی ۷٬۱۵۷ نفر جمعیت دارد.